# Alianza de los Demócratas Libres-Partido Liberal Húngaro
La Alianza de los Demócratas Libres (en húngaro, Szabad Demokraták Szövetsége abreviado como SzDSz o SZDSZ) fue un partido político húngaro de ideología liberal fundado en 1988 y exmiembro del Partido de la Alianza de los Liberales y Demócratas por Europa y de la Internacional Liberal.

## Apoyo electoral
Fundado en el 1988 por un grupo de empresarios surgido tras la caída del comunismo y apoyado por la clase media. Obtuvo 470.000 votos en las elecciones de 1989, aun así, no fueron lo suficientemente votados como para formar gobierno. Desde entonces y hasta las elecciones de 2002 el partido fue perdiendo votos en cada elección al Parlamento que se celebraba, especialmente en las de 1998 (cuando pasó del 17,88% al 6,22%). Sin embargo desde 2002 empezó a subir ligeramente y forma parte del gobierno de Hungría junto al Partido Socialista. También formó parte del gobierno entre 1994 y 1998.
El partido controló el ayuntamiento de Budapest ininterrumpidamente desde 1989 siendo Gábor Demszky alcalde de Budapest desde 1990 hasta 2010, cuando perdió el gobierno de la ciudad tras ser procesado por corrupción junto a altos cargos del partido.
En 2008 debido a la crisis económica que afectaba gran parte de Europa, generó conflictos y desacuerdos en el SZDSZ en cuanto a reformas que planteaba el Partido Socialista para resolver la crisis; debido a esto el líder del SZDSZ János Kóka anunció el rompimiento de la alianza con el Partido Socialista, dejando a este último en gobierno en minoría. En ese mismo año se generó controversias sobre un posible fraude en la elección de Kóka como líder del partido. Por lo tanto, se realizó una nueva elección y resultó elegido Gábor Fodor.
En las elecciones al Parlamento Europeo de 2009 el partido sufrió una notable perdida de votos, donde obtuvo el 2,16% de los votos y por primera vez no ganó ningún escaño. Debido a estos resultados, Fodor renunció y es elegido como nuevo líder Attila Retkes.
En las elecciones parlamentarias de Hungría de 2010, el SZDSZ formó alianza con el Foro Democrático de Hungría y obtuvieron su peor resultado en su historia obteniendo solo el 2,67% de los votos y quedó fuera del Parlamento. Incluso perdió en Budapest, su bastión tradicional. Debido a su gran perdida de popularidad, en 2013 el partido anunció oficialmente su disolución.

## Resultados electorales
| Asamblea Nacional | Asamblea Nacional                      | Asamblea Nacional                      | Asamblea Nacional                      | Asamblea Nacional                      | Asamblea Nacional | Asamblea Nacional | Asamblea Nacional  |
| Elecciones        | # de votos lista                       | % de votos lista                       | # de votos distrito                    | % de votos distrito                    | # de de escaños   | +/–               | Posición           |
| ----------------- | -------------------------------------- | -------------------------------------- | -------------------------------------- | -------------------------------------- | ----------------- | ----------------- | ------------------ |
| 1990              | 1.050.440                              | 21,4 % (#2)                            | 1.082.965                              | 21,84 % (#2)                           | 93/386            |                   | Oposición          |
| 1994              | 1.066.074                              | 19,74 % (#2)                           | 1.005.766                              | 18,62 % (#2)                           | 69/386            | 24                | Coalición con MSZP |
| 1998              | 353.205                                | 7,88 % (#4)                            | 456.032                                | 10,21 % (#4)                           | 24/386            | 45                | Oposición          |
| 2002              | 313.084                                | 5,57 % (#3)                            | 408.874                                | 7,27 % (#3)                            | 19/386            | 5                 | Coalición con MSZP |
| 2006              | 351.621                                | 6,50 % (#3)                            | 340.746                                | 6,31 % (#3)                            | 20/386            | 1                 | Coalición con MSZP |
| 2010              | Dentro del Foro Democrático de Hungría | Dentro del Foro Democrático de Hungría | Dentro del Foro Democrático de Hungría | Dentro del Foro Democrático de Hungría | 0/386             | 20                | Extraparlamentario |

## Líderes del partido
- János Kis: 23.II.90 al 23.XI.91
- Péter Tölgyessy: 23.XI.91 al 13.XI.92
- Iván Pető: 13.XI.92 al 24.IV.97
- Gábor Kuncze: 24.IV.97 al 20.VI.98
- Bálint Magyar: 20.VI.98 a 1.XII.00
- Gábor Demszky: 1.XII.00 a 13.VI.01
- Gábor Kuncze 13.VI.01 a 31.III.07
- János Kóka: 31.III.07 a 7.VI.08
- Gábor Fodor: 7.VI.08 a 12.VII.09
- Attila Retkes: 12.VII.09 a 29.V.10
- Viktor Szabadai: 29.V.10 a 30.X.13